# Ахіль Деляре
Отець Ахіль Деляре (нід. Achille Delaere, 14 квітня 1868 — 12 липня 1939) — фламандський католицький священник, місіонер латинського обряду Чину Найсвятішого Ізбавителя, що прийняв візантійський обряд, аби духовно обслуговувати українських емігрантів в Канаді. Віце-протоігумен редемптористів східного обряду.

## Біографія
Ахіль Деляре був сином фермера і в дитинстві та юності допомагав батьку по господарству. Його старший брат Сиріл був висвячений в 1887 році в Брюгге, і був призначений професором в Сент-Луїсі коледжу. Ще молодим Ахіль вступив до конгрегації редемптористів: 8 вересня 1888 року розпочав новіціят, а 6 жовтня 1889 склав перші обіти, після чого розпочав навчання в семінарії.
4 жовтня 1896 року його було висвячено, а вже через два роки зголосився поїхати до Канади для обслуги емігрантів з Галичини. Влітку 1898 франко-канадський архієпископ А. Лянжевен, який тоді відвідував провінційного настоятеля редемптористів бельгійської провінції в Брюсселі, запросив отця Деляре, разом з двома іншими бельгійськими редемптористами, до Канади аби допомогти духовно обслуговувати велику спільноту іммігрантів зі Східної Європи. Отець Деляре провів рік у Тухуві на Галичині, де вивчав польську мову перед від'їздом до Нового Світу.
Восени 1899 він відправився з Ліверпуля до Канади на судні «Scotsman». Неподалік острова Белла корабель розбився — шістнадцять людей загинуло, отець Деляре вижив і продовжив свій шлях до Америки. На своє місце служіння, до Брендона в провінції Манітоба, молодий священник прибув 11 жовтня 1899 року. Його товариші редемптористи зустріли його як апостола.
Отець Ахіль Деляре був першим редемптористом, який почав духовно обслуговувати українських поселенців Канади — після виїзду з України наприкінці XIX — початку XX століття вони довго не мали жодного духовного проводу. Розпочав він свою діяльність в районі Брендон-Шол, Манітоба. Невдовзі, до списку парафій, які обслуговував отець Деляре долучилось ще п'ятнадцять поселень в цьому районі. Але його перебування в Брендоні не було довгим — вже через чотири роки, на прохання отця Василя Жолдака, секретаря митрополита Андрія (Шептицького), який 1901 року відвідував Канаду, до архієпископа преосвященного А. Лянжевена, він отримав під духовну опіку Йорктонський округ.
З 1901 по 1904 рік він періодично, раз на місяць, відвідував новий округ, а з 12 січня 1904 року залишається в Йорктоні на постійно. Отець Деляре був приголомшений кількістю необхідної роботи: територія, як за розмірами складала половину Бельгії, була зовсім знехтувана будь-яким іншим католицьким духовенством. У боротьбі між Східною та Латинською церквами, іммігранти, яким отець Деляре служив, ставилися з недовірою до неодружених римо-католицьких священників та їхнього латинського обряду. Основними перешкодами на шляху сприйняття редемптористів з боку українських поселенців були латинський обряд, бельгійське походження отця Деляре, а отже і погане знання ним української мови. Отець Деляре зіткнувся з ворожістю прихожан, а також відсутністю допомоги з боку архієпископа Лянжевена.
В умовах боротьби з Незалежною грецькою церквою, священники якої були українцями і добре знали мову, латинським священникам потрібно було приймати серйозні, відповідальні рішення, які могли б перехилити терези на їхню користь. Служіння для українців вимагало знання мов та обряду, тому з благословіння Папи Пія Х отець Ахіль змінив латинський обряд на візантійський і 26 вересня 1906 року відслужив свою першу Літургію в новому для нього обряді. Отець Деляре заохотив французько-канадських семінаристів вивчати східнослов'янські мови, до служіння в українських поселеннях він долучив васильянського монаха отця Крижановського.
Незабаром інші бельгійці наслідували цей приклад. 6 січня 1909 року на допомогу отцю Деляре до Йорктону прибув ще один редемпторист східного обряду отець Г. Бульс — це дозволило проводити регулярні богослужіння в Йорктоні та посилити місійну працю в окрузі. Східний обряд прийняли отці-редемптористи Н. М. Декамп, К. Тешир та Л. Боский.
Українцям було важко правильно вимовити прізвище отця Деляре, тому вони називали його «отець Долар». Джон Бодруг в своїх мемуарах пише: «В Сіфтоні було побудовано невелику греко-католицьку церкву, в якій іноді правив отець Заклінський, але часто тут відправляв отець Долар. Отець Делер навчився читати службу божу по старослов'янськи і був одягнений відповідно до грецького обряду, але виголошував свої проповіді польською мовою». Стосовно його знаня мов та східного обряду, його найближчі соратники говорили, що отець Деляре так і не навчився правильно розмовляти французькою, а українську знав тільки посередньо, але завзяття і працездатність зробили його незамінним. Під час Євхаристійного конгресу у Монреалі в 1910 році митрополит Андрей Шептицький здійснив першу візитацію українців-грекокатоликів у Канаді. Він відвідав українські поселення, де працювали отець Деляре та його співбрати і був вражений їхньою самопожертвою для духовно покинутих українців у Канаді та вирішив попросити бельгійських отців розпочати подібну місійну працю й на Західній Україні, що в подальшому дозволило поповнювати ряди священнослужителів ордену в Канаді за рахунок еміграції.
Отець Деляре вважав, що добре організована українська греко-католицька церква в Канаді зможе ефективно протистояти наступу російської православної церкви та протестантських місій. Завдяки великим старанням отця Ахіля в 1912 році було призначено першого єпископа для українців у Канаді. У травні 1912 року отця Деляре викликали для переговорів з Папою Пієм X, і 12 липня, після консультацій з українською католицькою ієрархією в Галичині, Апостольський престол призначив єпископом українських греко-католиків в Канаді отця Никиту Будку. В тому ж році отець Деляре відвідав Галичину та переконав архімандрита Патрика Муррея в доцільності заснування східної гілки редемптористів у Галичині.
Будучи відповідальним за запрошення отця Будки до Канади, отець Деляре мав з ним співпрацювати. Через «холодний нейтралітет» отця Будки були моменти сумнівів, коли отцю Деляре радили покинути українців в Канаді, але він залишився непохитним. У 1914 році був посвячений перший монастир східного обряду у Канаді в Йорктоні, пізніше в Комарно та Айтуні. 21 серпня 1919 року отець Ахіль став віце-протоігуменом редемптористів східного обряду у Канаді, цей уряд він виконував до 1927 року.
Отець Деляре служив на канадських теренах з моменту свого прибуття туди у 1899 році, протягом сорока років, аж до своєї смерті в 1939 році. В 1930—1932 роках він відвідав Бельгію і Галичину. Помер отець Ахіль від застуди 12 липня 1939 року на 71-му році життя, 50-му році перших обітів, 47-му році вічних обітів та 43-му році священства.

### Англійською
- Bodrug, Ivan. Independent Orthodox Church: Memoirs Pertaining to the History of a Ukrainian Canadian Church in the Years 1903—1913, translators: Bodrug, Edward; Biddle, Lydia, Toronto, Ukrainian Research Foundation, 1982.
- Laverdure, Paul. Achille Delaere and the Origins of the Ukrainian Catholic Church in Western Canada (PDF). Архів оригіналу (PDF) за 20 грудня 2014. Процитовано 5 листопада 2014.
- Martynowych, Orest T. Ukrainians in Canada: The Formative Period, 1891—1924. Canadian Institute of Ukrainian Studies Press, University of Alberta, Edmonton, 1991.

### Українською
- Іван Патарак. Чин Отців Редемптористів у громадсько-релігійному житті українців в Канаді // Наукові записки Національного університету «Острозька академія». Історичні науки. — 2008. — Вип. 11. — С. 119—127.
- Руслана Ткаченко. «Ми є Чином Найсвятішого Ізбавителя, бо спасіння — це об'єкт нашої проповіді», — отець Ігор Колісник, протоігумен ЧНІ Сайт Української Греко-Католицької Церкви